# مسار سوداوي مخططي
المسار السوداوي المخططي أو الحزمة السوداوية المخططة (بالإنجليزية: Nigrostriatal pathway) هو مسار دوباميني الفعل يربط الجزء المكتنز في المادة السوداء (SNc) مع الجسم المخطط (أي النواة الذنبية والبطامة). وهو أحد المسارات الدوبامينية الكبيرة الأربعة في الدماغ، وله دور محدد في إنتاج الحركة، بصفته جزءا من نظام يسمى الحلقة الحركية للعقد القاعدية. العصبونات دوبامينية الفعل الخاصة بهذا المسار تشتبك مع عصبونات شائكة متوسطة غاباوية الفعل (MSNs) تعرف كذلك بعصبونات الامتداد الشائكة (SPNs).
فقدان العصبونات الدوبامينية في الجزء المكتنز من المادة السوداء من الميزات الرئيسية الممرضة الخاصة بمرض باركنسون، ويؤدي ذلك إلى انخفاضٍ ملاحظٍ في نشاط الدوبامين في هذا المسار.يقود نضوب وانعدام العصبونات في هذا المسار إلى أعراض قصور الحركة الخاصة بمرض باركنسون ومنها: نقص الحراك، الرعاش، التصلب، اختلال الوضعية.

## مسارات دوبامينية أخرى
- مسار وسطي طرفي
- مسار وسطي قشري
- مسار أحدوبي قمعي